# High Crimes (Album)
High Crimes ist das ist das zweite Studioalbum der US-amerikanischen Hard-Rock-/Heavy-Metal-Band The Damned Things. Es wurde am 26. April 2019 durch Nuclear Blast veröffentlicht.

## Entstehung
Nach der Veröffentlichung des Debütalbums Ironiclast spielten The Damned Things zahlreiche Konzerte und Festivals, bevor es ab 2012 ruhiger um die Band wurde. Gitarrist Rob Caggiano verließ die Band in Richtung Volbeat und auch Bassist Josh Newton gehörte nicht mehr zur Band. Im Dezember 2016 verkündete Schlagzeuger Andy Hurley, dass die Band fünf Lieder für eine EP aufgenommen hat, was einen Monat später vom Sänger Keith Buckley bestätigt wurde. Laut Buckley verwendete die Band dieses Mal einen anderen Ansatz beim Songwriting und ließen dabei ihren Haupteinflüssen mehr Platz.
Im April 2017 veröffentlichte Buckley über Instagram ein kurzes Video, was zu Spekulationen über neue Musik der Band führte. Gitarrist Joe Trohman nahm viele Demos auf. Mit der Zeit machten die Musiker daraus mehr Songs, so dass schließlich statt der geplanten EP ein neues Studioalbum entstand. Die fünf für die geplante EP vorgesehenen Titel wurden allesamt für das Album verwendet, jedoch gab es Änderungen beim Arrangement und bei den Texten.
Den vakanten Posten des Bassisten übernahm Dan Andriano von der Band Alkaline Trio. Musikalisch hob die Band auf ihrem zweiten Album ihre Grunge-Einflüsse stärker hinaus. Laut Sänger Keith Buckley „sollten die Leute hören, dass die Musiker mit Bands wie Nirvana und Soundgarden groß geworden wären“. Gitarrist Scott Ian fügte hinzu, dass Alben, die im ersten Moment irritieren, heutzutage wichtiger denn je wären. Produziert wurde das Album von Jay Ruston. Joe Trohman beschrieb die Aufnahmen als ziemlich relaxt, da die Musiker ohne Geldnot und Zeitdruck arbeiten konnten. Für das Lied Cells wurde ein Musikvideo gedreht.

## Titelliste
| 1. Cells – 3:03 2. Something Good – 3:43 3. Invincible – 3:51 4. Omen – 4:27 5. Carry a Brick – 4:21 | 1. Storm Catcher – 5:57 2. Young Hearts – 3:22 3. Keep Crawling – 4:08 4. Let Me Be (Your Girl) – 3:19 5. The Fire Is Cold – 2:16 |

## Rezeption
Ronny Bittner vom deutschen Magazin Rock Hard kritisierte, dass die Band nicht „die griffige und originelle Ausrichtung des Debüts fortsetzt“, was „leider auf Kosten der Qualität der Songs geht“. Kein Lied „will sich so richtig in den Vordergrund spielen“, während das Debüt „eine ganze Reihe astreiner Hits am Start hatte“. Bittner vergab sechs von zehn Punkten. Frank Thiessies vom deutschen Magazin Metal Hammer schrieb, dass High Crimes „keineswegs einen Haufen direkter Hits bietet“, aber „qualitatitv immer noch mit überdurchschnittlich guter Rock-Ware aufwarten“ könne. Thiessies vergab 4,5 von sieben Punkten. Kritischer zeigte sich Dominik Rothe vom Onlinemagazin Metal.de. Zwar könne man jederzeit „den Spaß spüren, den die Musiker bei den Aufnahmen hatten“. Jedoch bleibt die Band „bis zum Schluss die Antwort darauf schuldig, warum diese aus Lust und Laune entstandenen Songs unbedingt das Licht der Welt erblicken mussten“. Rother vergab fünf von zehn Punkten.
Das Onlinemagazin Loudwire führte High Crimes auf ihrer Liste der 50 besten Rock-Alben des Jahres und Cells auf der Liste der 66 besten Rock-Songs des Jahres.